# ボルボ・アマゾン
ボルボ・アマゾン（Volvo Amazon）は、スウェーデンの自動車メーカー・ボルボが1956年から1970年まで生産した中型乗用車である。
ドイツのオートバイメーカー・クライドラーがこの名称を商標登録していることが判明し、1959年以降本国スウェーデン以外ではベーシックモデルが121、ツインキャブの高性能版が122Sと改称された。1961年以降は本国スウェーデンでもこの名で呼ばれることになった。

## 概要
前身のPV系と比較して、PV系が1940年代前半のフォードなら、こちらは1950年代前半のクライスラー系やカイザー＝フレーザーの影響を感じさせるスタイルとなっている。
P120系ではより近代的な設計となり、ボディーも4ドアとなったが、ホイールベースは同じ2,600mmであり、当初のエンジンもPV系と同じ3ベアリングOHV1,583ccのB16系で、前述の通り、121はシングルキャブのB16Aで66馬力、122SにはツインキャブのB16Bは85馬力が搭載されていた。リアサスペンションは固定車軸式ながらコイルスプリングを用いたリンク式に進化している。
1959年には世界で初めて3点式シートベルトを装備、1960年からはダッシュボードにソフトパッドが貼られるなど、安全対策も順次強化された。
当初は4ドアセダンの121/122Sのみであったが、1961年、1962年モデルには北米をはじめとする輸出市場での拡販を狙い、2ドアセダンの131/132Sと5ドアワゴンの221/222を追加、エンジンも5ベアリングOHVのB18型1,778ccとなった。これに伴い4ドアの121は廃止され、122のみとなるが、従来モデルであるB16Bエンジン搭載の122Sとの区別のため、122-1.8や122-B18と呼ばれることもある。
トランスミッションは車種により3速、4速、4速+オーバードライブが選択できたが、1964年にはボルグワーナー製オートマチックBW35型も選択可能となった。
ラリーやツーリングカーレースで活躍したPV544が1965年をもって生産中止になると、その市場を受け継ぐべく、1967年にスポーティ版の123GTが追加された。エンジンはP1800と同じB18B型ツインキャブで、フォグランプやタコメーターなどの装備も追加された。GTモデルは2ドアながら、十の位が「2」となっている。
1969年には、12台の2,000ccB20Bのエンジンを積んだ123GTが作られた。さらに123GT以外で2,000ccのB20系エンジンも選択（注文生産）できるようになり、翌1970年に生産終了となるまでの14年間に667,323台が生産された。日本にも当時のボルボ輸入代理店であった北欧自動車によって1269台が輸入され、ヤナセが販売した。耐久性に優れ、長寿命なこともあって、現在でも当時の正規輸入車がしばしば中古車市場で流通している。